# イエスタデイ (2019年の映画)
『イエスタデイ』（Yesterday）は、2019年のイギリスのファンタジー・ロマンティック・コメディ映画。監督はダニー・ボイル、出演はヒメーシュ・パテルとリリー・ジェームズなど。
ビートルズが消えてしまった世界で、唯一その曲を知る存在となった1人のシンガーソングライターの活躍を、ビートルズの楽曲に乗せて描く。

## あらすじ
イギリスのサフォークにある小さな海辺の町に住む青年ジャックは、シンガーソングライターとして活動しているが、鳴かず飛ばずで全く売れず夢を諦めかけていた。
そんなある日、ジャックはバスに撥ねられる交通事故に遭い、昏睡状態に陥る。その後無事意識が回復して退院し、快気祝いで集まった友人に新しいアコースティック・ギターをプレゼントされ、ジャックはお礼にビートルズの「イエスタデイ」を弾いて聴かせる。友人達は演奏に魅了されるが、聴き終えた途端ジャックに「その曲、いつ作ったの？」と尋ねる。ジャックは「ポール・マッカートニーが作ったビートルズの曲だよ」と答えるが、友人たちはビートルズも「イエスタデイ」もまったく知らない様子だった。
ここで世界は史上最も有名なはずのバンド「ビートルズ」の名曲を覚えているのは、世界でジャックただ1人だけであることに気づく。ジャックはこれを利用して、ビートルズの曲を自分の曲として歌って成り上がろうとする。

## キャスト
ジャック・マリック
演 - ヒメーシュ・パテル、カルマ・スード（幼少期）、日本語吹替 - 菅原雅芳
売れないシンガーソングライターで販売店員（フルタイム勤務ではない）。元音楽教師。
エリー・アップルトン
演 - リリー・ジェームズ、ジェイミー・コルマー（幼少期）、日本語吹替 - 園崎未恵
ジャックの幼馴染でマネージャー兼運転手。中学の数学教師。
ロッキー
演 - ジョエル・フライ、日本語吹替 - 鶴岡聡
ジャックの友人。アル中、ヤク中、失業中……だったを自称する。教師としての仕事の都合で、モスクワについていけないエリーに代わり、ローディーに任命された。
デブラ・ハマー
演 - ケイト・マッキノン、日本語吹替 - 深見梨加
やり手のマネージャー。ジャックの曲を気に入るが、それ以外には興味が無い。
エド・シーラン
演 - 本人、日本語吹替 - 勝杏里
人気ミュージシャン。ジャックがテレビ番組で演奏しているのを見て、ジャックの曲の可能性を感じ、モスクワで開催するライブのオープニング・アクトをオファーした。
ジャックが「Hey Jude」をレコーディングする際に、タイトルを「Hey Dude」に変更することを提案した。
マーケティングのトップ
演 - ラモーネ・モリス
キャロル
演 - ソフィア・ディ・マルティーノ
ルーシー
演 - エリス・チャペル
ニック
演 - ハリー・ミシェル
ウェンディ
演 - カミーユ・チェン
ギャビン
演 - アレクサンダー・アーノルド
地元のレコーディング・エンジニア。スーパーの店頭品に「無償添付」として配布した特典CD『Tracks On The Tracks』を手がけた。
ジェームズ・コーデン
演 - 本人、日本語吹替 - 後藤敦
トーク番組『レイト×2ショー with ジェームズ・コーデン』の司会者。
ジェッド・マリック
演 - サンジーヴ・バスカー
ジャックの父。
シェリア・マリック
演 - ミーラ・サイアル
ジャックの母。
テリー
演 - カール・テオバルド
レオ
演 - ジャスティン・エドワーズ
ビートルズが存在しない世界で、ジャック以外にビートルズの存在を覚えていた男性。モスクワでのライブで、ジャックがビートルズの楽曲を演奏しているのを見て驚愕する。
リズ
演 - サラ・ランカシャー
ビートルズが存在しない世界で、ジャック以外にビートルズの存在を覚えていた女性。曲のインスピレーションを得るためにリヴァプールを訪れていたジャックを目撃。
マイケル・キワヌカ
演 - 本人
事故前にジャックも参加した作中のラティチュード・フェスティバルで本人役として出演。ロッキーをローディーとして雇っていたが、ギターを出すタイミングが遅れたのでクビにした。
ジョン・レノン
演 - ロバート・カーライル（ノンクレジット）、日本語吹替 - 小島敏彦
ビートルズが存在しない世界では、ミュージシャンにならなかったことから40歳での暗殺を免れ、船員として働き家族と共に幸せな生活を送っていた。年齢は78歳。

## 制作
本作は、マッケンジー・クルックとジャック・バースによる「Cover Version」という題のオリジナル脚本として制作が開始された。数年後、クルックの別の作品に携わることにより降板。脚本はリチャード・カーティスが手掛けることとなった。当初のプロットでは、主人公はビートルズの曲でわずかな成功しか成し遂げていなかったが、世界で最も有名なシンガーソングライターとなるストーリーに変更された。同時にラブストーリーにも重点が置かれることとなった。
2018年3月に監督のダニー・ボイルと脚本のリチャードが「世界で唯一ビートルズの存在を知っている苦労人のミュージシャンを主人公としたミュージカル・コメディ」を共同で制作していることを発表。主演はオーディションで選ばれた本作が映画初主演となるヒメーシュ・パテルが務めることとなった。ボイルは、「オーディションでパテルの「イエスタデイ」と「バック・イン・ザ・U.S.S.R.」の演奏を聴いて、ビートルズに敬意を表しながらも、独自のスタイルで演奏しているのを感じた」と語っている。なお、劇中におけるジャックの演奏シーンは口パクや当て振りではなく、実際にヒメーシュが演奏している。また、ジャックにオープニング・アクトのオファーをするミュージシャンの役割は当初、コールドプレイのクリス・マーティンにオファーをしていたが、クリスが拒否したことによりエド・シーランが出演することとなった。また、エドの妻であるチェリーも、飛行機のキャビン・クルー役でカメオ出演している。
3月8日にリリー・ジェームズ、30日にケイト・マッキノンが出演することが発表された。ボイルは楽曲の使用許可を得るべく、ビートルズのメンバーであるポール・マッカートニーとリンゴ・スター、さらにジョン・レノンとジョージ・ハリスンの未亡人である、オノ・ヨーコとオリヴィア・ハリスンに手紙を書いた。リンゴから好意的な返事をもらったと報じられている。4月にエド・シーランがキャストに加わり、本作のために楽曲提供を行うことを発表。
5月にソフィア・ディ・マルティーノとジョエル・フライが加わった。
2018年4月21日に撮影が開始され、エセックスやサフォークなどでロケが敢行された。特に、本作のクライマックスシーンとなるウェンブリー・スタジアムでのライブシーンは、実際にエドのライブ終演後に会場を借りて撮影が行われた。このほかにも、ウェールズの首都カーディフにあるミレニアム・スタジアムでも撮影が行われている。リヴァプールのシーンでは、ペニー・レイン、リバプール・ジョン・レノン空港、リヴァプール・ライム・ストリート駅、クィーンウェイ・トンネルが登場する。
2019年2月に、映画のタイトルがビートルズの楽曲と同じ「Yesterday」であることが発表された。
なお、本作には当初ジャックがエリーとは別の女性に恋をするシーンが含まれていたが、試写段階でジャックへの同情心を薄めると判断したことからカットされた。
2019年2月12日に本作の予告編がリリースされた。
2019年5月4日にアメリカでトライベッカ映画祭のクロージングナイト作品としてワールドプレミア上映が行われ、6月21日にイギリスでパレス・シネマにて現地プレミアが行われた。日本では10月13日に公開された。

## 反響

### 興行
本作は、制作予算ドルを2600万ドルを記録し、アメリカとカナダで7330万ドル、その他の地域で7260万ドル、全世界で1億4590万ドルを記録した。
日本では、映画レビューサイト「Filmarks」に投稿されたスコア・レビュー数を基にした「10月第2週公開映画の初日満足度ランキング」で1位を獲得し、10月15日に発表された映画観客動員ランキングでは7位を記録。

### 評価
映画批評集計サイトのRotten Tomatoesでは、357件のレビューを基づいて63%の支持率、平均評点6.4/10を記録し、批評家の一致した見解は「『イエスタデイ』はすごくいいとまでは言えないかもしれないが、結果的には、興味をそそる（やや活用不足ではあるが）基本設定を備えた甘く魅力的なファンタジーである」となっている。

### ビートルズの反応
ポール・マッカートニーは夫人のナンシー・シヴェルとともに、アメリカ合衆国・ハンプトンズにある映画館で本作を観ており、「とても気に入った」と語っている。
また、リンゴ・スターやジョージ・ハリスン未亡人オリヴィア・アリアス、ジョン・レノン未亡人オノ・ヨーコも、本作を肯定的に評価している。

### 予告編を巡っての裁判
予告編では俳優のアナ・デ・アルマスが出演していたが、後に諸事情で出演シーンがカットされたため、本編では登場しなかった。これを巡って、予告編を視聴した上でAmazon Prime Videoで映画本編をレンタルしたアルマスのファン2人（アメリカ在住）が「アルマスが本編のどこにもいなかったことは虚偽のマーケティングに当たる」として、映画を配給したユニバーサル・ピクチャーズ（ユニバーサル）を相手取って裁判を起こしたことを2022年1月に発表した。
ユニバーサルは1993年に公開された同社配給映画『ジュラシック・パーク』の予告編のように「本編にはない映像で構成されることは長年の慣例になっている」と反論し、訴訟の棄却を求めていたが、カリフォルニア連邦裁判所の判事は「『人を欺くような予告編』を公開することはできない」として、原告側の訴えを認める判決を2022年12月に下した。
その後、原告が別の動画配信サービス（Google Play）でも2度目のレンタルを行っていたことが判明し、裁判所は「虚偽広告によって視聴を動機付けられたものでは無い」と判断。原告適格に欠くとして、前述の判決を2023年8月に取り消した。
2024年4月、両者が和解案を受け入れ、裁判が終結したことが明らかになった。なお、和解案の条件については公表されておらず、コメントについても両者共に応じていないとしている。

## サウンドトラック
本作のサウンドトラック盤『イエスタデイ（オリジナル・サウンドトラック）』（英語: Yesterday (Original Motion Picture Soundtrack)）は、2019年6月28日に発売された。日本でも10月2日に発売された。
映画での楽曲の歌唱は、主演のヒメーシュ・パテルによるもので、一部の楽曲にはリリー・ジェームズも参加している。
なお、本作に本人役で登場しているエド・シーランは、本作のために書き下ろした「One Life」と「Penguin」の2曲を提供しているが、サウンドトラック盤には収録されていない。
収録曲の作詞作曲は、特記がない限りレノン＝マッカートニーが手がけたもの。アーティスト名は、特記がない限りヒメーシュ・パテル。
| #         | タイトル | 作詞・作曲                                                     | アーティスト                          | 時間  |
| --------- | --- | -------------------------------------------------------------- | ------------------------------------- | ----- |
| 1.        | 「イエスタデイ(フロム・ザ・フィルム『イエスタデイ』)」(Yesterday (From The Film 'Yesterday'))                                                         |                                                                |                                       | 1:32  |
| 2.        | 「ザ・ワールド・イズ・ユニバーサル(ユニバーサル・ファンファーレ)」(The World Is Universal (Universal Fanfare))                                        | ジェリー・ゴールドスミス                                       | ダニエル・ペンバートン                | 0:23  |
| 3.        | 「サマー・ソング(フロム・ザ・フィルム『イエスタデイ』)」(Summer Song (From The Film 'Yesterday'))                                                     | ダニエル・ペンバートン リチャード・カーティス アデム・イルハン |                                       | 1:49  |
| 4.        | 「インタールード I : ア・デイ・イン・ザ・ライフ」(Interlude I: A Day In The Life)                                                                     |                                                                | ダニエル・ペンバートン                | 0:52  |
| 5.        | 「アイ・ソー・ハー・スタンディング・ゼア(トラックス・オン・ザ・トラックス・セッションズ)」(I Saw Her Standing There (Tracks On The Tracks Sessions))  |                                                                |                                       | 1:45  |
| 6.        | 「サムシング(トラックス・オン・ザ・トラックス・セッションズ)」(Something (Tracks On The Tracks Sessions))                                             | ジョージ・ハリスン                                             |                                       | 2:49  |
| 7.        | 「レット・イット・ビー(フロム・ジ・アルバム『ワン・マン・オンリー』)」(Let It Be (From The Album 'One Man Only'))                                     |                                                                |                                       | 3:59  |
| 8.        | 「インタールード II : ストロベリーズ」(Interlude II: Strawberries)                                                                                    | ダニエル・ペンバートン                                         | ダニエル・ペンバートン                | 0:42  |
| 9.        | 「キャリー・ザット・ウェイト(フロム・ザ・フィルム『イエスタデイ』)」(Carry That Weight (From The Film 'Yesterday'))                                   |                                                                |                                       | 1:48  |
| 10.       | 「ヒア・カムズ・ザ・サン(フロム・ジ・アルバム『ワン・マン・オンリー』)」(Here Comes The Sun (From The Album 'One Man Only'))                          | ジョージ・ハリスン                                             |                                       | 2:49  |
| 11.       | 「ザ・ロング・アンド・ワインディング・ロード(レコーデッド・バックステージ)」(The Long & Winding Road (Recorded Backstage))                            |                                                                |                                       | 1:39  |
| 12.       | 「インタールード III : ゴーレストン・ビーチ」(Interlude III: Gorleston Beach)                                                                         | ダニエル・ペンバートン                                         | ダニエル・ペンバートン                | 0:35  |
| 13.       | 「ヘルプ!(ライヴ・アット・ピアー・ホテル)」(Help! (Live At Pier Hotel))                                                                               |                                                                |                                       | 2:38  |
| 14.       | 「イエスタデイ(フロム・ジ・アルバム『ワン・マン・オンリー』)」(Yesterday (From The Album 'One Man Only'))                                             |                                                                |                                       | 2:12  |
| 15.       | 「シー・ラヴズ・ユー(トラックス・オン・ザ・トラックス・セッションズ)」(She Loves You (Tracks On The Tracks Sessions))                                 |                                                                |                                       | 1:38  |
| 16.       | 「ア・ハード・デイズ・ナイト(トラックス・オン・ザ・トラックス・セッションズ)」(A Hard Day's Night (Tracks On The Tracks Sessions))                    |                                                                |                                       | 2:44  |
| 17.       | 「サムシング(フロム・ザ・フィルム『イエスタデイ』)」(Something (From The Film 'Yesterday'))                                                           | ジョージ・ハリスン                                             |                                       | 1:03  |
| 18.       | 「イン・マイ・ライフ(フロム・ジ・アルバム『ワン・マン・オンリー』)」(In My Life (From The Album 'One Man Only'))                                      |                                                                |                                       | 2:49  |
| 19.       | 「インタールード IV : トレイン・トラックス」(Interlude IV: Train Tracks)                                                                              | ダニエル・ペンバートン                                         | ダニエル・ペンバートン                | 0:14  |
| 20.       | 「抱きしめたい(トラックス・オン・ザ・トラックス・セッションズ)」(I Want To Hold Your Hands (Tracks On The Tracks Sessions))                           |                                                                | ヒメーシュ・パテル リリー・ジェームズ | 1:54  |
| 21.       | 「バック・イン・ザ・U.S.S.R.(ライヴ・アット・ウェンブリー)」(Back In The U.S.S.R. (Live At Wembley))                                                  |                                                                |                                       | 2:40  |
| 22.       | 「愛こそはすべて(ライヴ・アット・ウェンブリー)」(All You Need Is Love (Live At Wembley))                                                              |                                                                |                                       | 3:10  |
| 23.       | 「インタールード V : イエスタデイズ・レイン」(Interlude V: Yesterday's Rain)                                                                          | ダニエル・ペンバートン                                         | ダニエル・ペンバートン                | 1:02  |
| 24.       | 「ザ・ロング・アンド・ワインディング・ロード(フロム・ジ・アルバム『ワン・マン・オンリー』)」(The Long & Winding Road (From The Album 'One Man Only')) |                                                                |                                       | 3:37  |
| 25.       | 「ヘイ・ジュード(フロム・ジ・アルバム『ワン・マン・オンリー』)」(Hey Jude (From The Album 'One Man Only'))                                            |                                                                |                                       | 6:09  |
| 26.       | 「オブ・ラ・ディ、オブ・ラ・ダ(ライヴ・アット・クリーヴズ・スクール)」(Ob-La-Di, Ob-La-Da (Live At Cleves School))                                    |                                                                |                                       | 3:24  |
| 27.       | 「インタールード VI: ライフ・ゴーズ・オン」(Interlude VI: Life Goes On)                                                                               |                                                                | ダニエル・ペンバートン                | 0:40  |
| 合計時間: | 合計時間: | 合計時間:                                                      | 合計時間:                             | 56:36 |